# 伊藤屋国際
株式会社伊藤屋国際（いとうやこくさい）は、千葉県印西市に所在する商社。オーディオ製品の輸入代理店。

## 概要・沿革
2011年1月に埼玉県新座市で個人事業を開始し、2012年7月に株式会社に改組した。2015年3月から千葉県印西市で事業を行っている。
イヤホンを初めとした主に中華系オーディオ製品を輸入しているほか、自社ブランドも展開する。
Amazonや楽天市場などといったECサイトに、「オーディオファン」や「オーディオファンテック」という名前でも商品を卸しており、オーディオ製品に限らない、PC関連製品やパーツ類、便利雑貨など多種多様な商品を取り扱っている。

## オーディオ製品の取扱ブランド
輸入取扱ブランド
- EarAcoustic Audio - 中国・深圳のShenzhen Jinse Huanian Industrialによる2024年設立のHi-Fiオーディオブランド[5]。
- SUPERTFZ - Shenzhen Jinse Huanian Industrialによる2015年設立のブランド。
- NF ACOUS（旧NF Audio[6]） - 中国の2014年設立のブランド。
- KZ - 中国・深圳のShenzhen YuanZe Electronicsによる2010年設立のブランド。
- Whizzer - 中国・深圳の音響製品会社の製品。
- ROSE TECHNICS
- RANKO ACOUSTICS - アメリカ・ニューヨークの1992年設立のブランド。

自社ブランド
- SoundsGood - 2017年設立、高品位な製品をリーズナブルな価格で提供する。
- W+G - 本物の音質とクオリティを追求する音響ブランド。